# Căpleni
Căpleni (węg. Kaplony) – wieś w Rumunii, w okręgu Satu Mare, w gminie Căpleni. W 2011 roku liczyła 3031 mieszkańców. 